# 森山幸雄
森山 幸雄（もりやま ゆきお、1917年（大正6年）8月23日 - 2011年（平成23年）4月16日）は、日本の政治家。福岡県大野城市長（4期）。

## 来歴
福岡県出身。1939年、熊本高等工業学校（熊本大学工学部）卒。同年、日立製作所に入る。1948年、森山セメント工業を創立する。同年、大野村農業調整委員となる。その後、大野町農業委員、同町議会議員、同監査委員などを経て、1965年、大野町長に就任する。1972年、大野町の市制施行により大野城市となる。市長を1989年まで務めた。このほか、全国市長会理事、福岡県市長会副会長なども務めた。
2011年（平成23年）4月16日、心筋梗塞のため死去、93歳。同日付で従七位から従四位に進階して叙された。

## 栄典
- 1990年 - 勲三等瑞宝章
- 2011年 - 従四位